# Банк РРБ
Закрытое акционерное общество «Банк роста и развития бизнеса» (ЗАО «Банк РРБ») — коммерческий банк в Республике Беларусь. Создан в 1994 году, в 1996 году присоединился к ЗАО «Белмедбанк». Уставный фонд составляет 74,7 млн рублей (на 01.01.2024 года). Крупнейшие акционеры: ООО «Дикрис» — 79,9463 % (конечный бенефициарный владелец — Цыбулин В. А.), Цыбулин В. А. — 10,0617 %.
Штаб-квартира банка находится в Минске.
Банк предлагает широкий спектр продуктов и услуг, включая кредитование физических и юридических лиц, вклады в белорусских рублях, долларах США, евро, российских рублях, выпуск банковских платежных карт и другие услуги.

## История
Закрытое акционерное общество «Акционерный банк реконверсии и развития» (ЗАО «РРБ-Банк») было создано 22 февраля 1994 года и является частным банком (регистрационный номер 37 от 22.02.1994). В 1995—1996 годах акционерами ЗАО «РРБ-Банк» и ЗАО «Белмедбанк» были достигнуты договоренности по вопросу объединения банков. Национальный банк Республики Беларусь 30 сентября 1996 года зарегистрировал изменения в учредительных документах ЗАО «РРБ-Банк» в связи с присоединением к нему ЗАО «Белмедбанк».
С 18 июня 2018 года в должность Председателя Совета Директоров РРБ-Банка вступил Сергей Цыбулин.
В соответствии с постановлением Правления Национального банка Республики Беларусь от 22 июня 2020 года № 203 осуществлена государственная регистрация изменений и дополнений, внесенных в Устав ЗАО «РРБ-Банк» решением общего собрания акционеров от 15 мая 2020 года (протокол № 2), в том числе связанных с изменением полного наименования банка. Новое полное наименование банка: закрытое акционерное общество «Банк роста и развития бизнеса».
Лицензия на осуществление банковской деятельности № 21 выдана 22 июня 2020 года Национальным банком Республики Беларусь.

## Ребрендинг и изменение наименования
22 июня 2020 года Национальный банк Республики Беларусь зарегистрировал изменения в полном наименовании банка. Новое полное наименование банка: закрытое акционерное общество «Банк роста и развития бизнеса» (ранее — закрытое акционерное общество «Акционерный банк реконверсии и развития»):
Ребрендинг подчеркнул не только обновлённую стратегию деятельности, но и привнёс иную философию, совершенно иное понимание Клиента и его ценностей, потребностей и, конечно, соответствующую айдентику. Цветовая гамма не претерпела существенных изменений: красный цвет, яркий, вдохновляющий, победный, остался доминирующим (к нему добавились контрастные чёрный и белый), а новый слоган «На твоей скорости» теперь идёт в тесной связке с логотипом, исполненным в виде процента. Тексты-высказывания стали фоном жизни бренда, они развивают идею нового слогана.

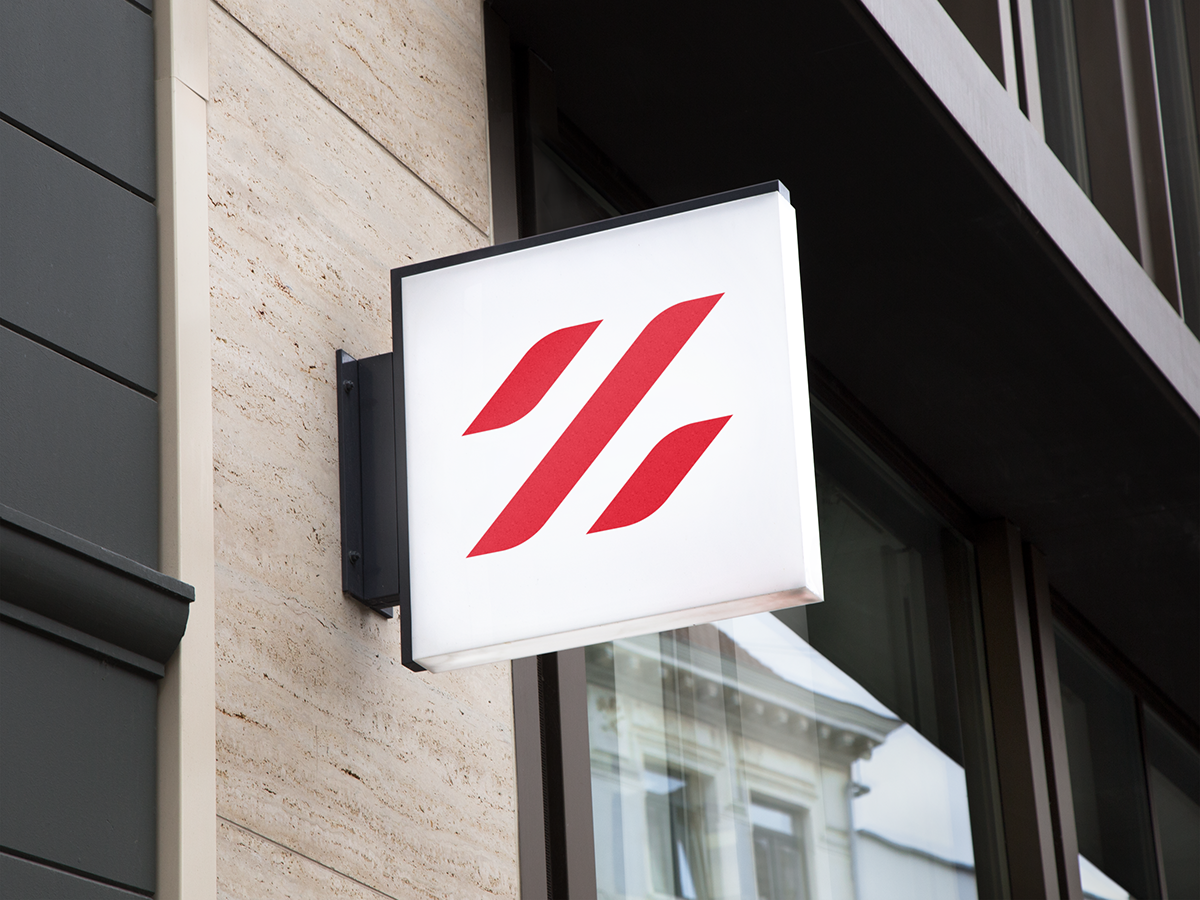
Ребрендинг банка

## Показатели
| Наименование показателя | Нормативное значение, установленное НБ РБ (млн.руб.)                                                                      | Показатель банка | Показатель банка | Показатель банка |
| Минимальный размер нормативного капитала, млн руб. | 60,0 млн. BYN с 1 января 2023 года                                                                                        | 74,7 млн. BYN    | 74,7 млн. BYN    | 74,7 млн. BYN    |
| Норматив достаточности нормативного капитала, % | не менее 10,0 %, с учётом консервационного буфера — 12,5 %, с учётом консервационного и контрциклического буфера — 12,5 % | 26,890 %         | 26,890 %         | 26,890 %         |
| Норматив достаточности капитала I уровня, % | не менее 7,0 % | 12,094 %         | 12,094 %         | 12,094 %         |
| Норматив достаточности основного капитала I уровня, % | не менее 4,5 %, с учётом консервационного буфера — 7,0 %, с учётом консервационного и контрциклического буфера — 7,0 %    | 10,729 %         | 10,729 %         | 10,729 %         |
| Показатель левереджа, % | не менее 3,0 % | 9,8 %            | 9,8 %            | 9,8 %            |
| Норматив покрытия ликвидности, % | не менее 80 % | 157,8 %          | 157,8 %          | 157,8 %          |
| Норматив чистого стабильного фондирования, % | не менее 100 % | 144,8 %          | 144,8 %          | 144,8 %          |
| Норматив суммарной величины крупных рисков, % | не более НК*6 | 0,9 %            | 0,9 %            | 0,9 %            |
| Норматив суммарной величины рисков на инсайдеров — юридических лиц и взаимосвязанных с ними лиц и инсайдеров — физических лиц и взаимосвязанных сними юридических лиц, % | не более 50 % НК | 12,30 %          | 12,30 %          | 12,30 %          |
| Норматив суммарной величины рисков на инсайдеров — физических лиц и взаимосвязанных с ними физических лиц, %                                                             | не более 5 % НК | 0,07 %           | 0,07 %           | 0,07 %           |
| Размер специальных резервов на покрытие возможных убытков по активам и операциям, не отраженным на балансе, тыс.руб.                                                     | расчетные | созданные        | созданные        | созданные        |

## Расположение
Головной офис банка размещённый по адресу: Минск, ул. Краснозвездная, 18. Отделения банка открыты в: Минске, Бресте, Бобруйске, Борисове, Витебске, Гомеле, Гродно и Могилёве.